# Kalmar
Kalmar este un oraș vechi de coastă, port la strâmtoarea Kalmar, în Suedia. Orașul a apărut evul mediu și s-a dezvoltat în imediata vecinătate a castelului Kalmar.

## Demografie
| \| Evoluția demografică a zonei urbane Kalmar, 1970–2015 \| Evoluția demografică a zonei urbane Kalmar, 1970–2015 \| Evoluția demografică a zonei urbane Kalmar, 1970–2015 \| Evoluția demografică a zonei urbane Kalmar, 1970–2015 \| Evoluția demografică a zonei urbane Kalmar, 1970–2015 \| \| --------------------------------------------------------------------------------------- \| ----------------------------------------------------- \| ----------------------------------------------------- \| ----------------------------------------------------- \| ----------------------------------------------------- \| \| An \| \| \| Locuitori \| \| \| 1970 \| 1970 \| \| 34.918 \| 34.918 \| \| 1975 \| 1975 \| \| 32.049 \| 32.049 \| \| 1980 \| 1980 \| \| 29.819 \| 29.819 \| \| 1990 \| 1990 \| \| 30.817 \| 30.817 \| \| 1995 \| 1995 \| \| 32.671 \| 32.671 \| \| 2000 \| 2000 \| \| 33.788 \| 33.788 \| \| 2005 \| 2005 \| \| 35.170 \| 35.170 \| \| 2010 \| 2010 \| \| 36.392 \| 36.392 \| \| 2015 \| 2015 \| \| 38.408 \| 38.408 \| \| Sursa: SCB - Statistika Centralbyrån, Folkmängden per tätort. Vart femte år 1960 - 2016 \| \| \| \| \| |      |  |           |        |
| Evoluția demografică a zonei urbane Kalmar, 1970–2015 |      |  |           |        |
| An |      |  | Locuitori |        |
| 1970 | 1970 |  | 34.918    | 34.918 |
| 1975 | 1975 |  | 32.049    | 32.049 |
| 1980 | 1980 |  | 29.819    | 29.819 |
| 1990 | 1990 |  | 30.817    | 30.817 |
| 1995 | 1995 |  | 32.671    | 32.671 |
| 2000 | 2000 |  | 33.788    | 33.788 |
| 2005 | 2005 |  | 35.170    | 35.170 |
| 2010 | 2010 |  | 36.392    | 36.392 |
| 2015 | 2015 |  | 38.408    | 38.408 |
| Sursa: SCB - Statistika Centralbyrån, Folkmängden per tätort. Vart femte år 1960 - 2016 |      |  |           |        |